# کالج کانستوگا
کالج کانستوگا (انگلیسی: Conestoga College)یک کالج عمومی واقع در شهر کیچنر استان انتاریو کانادا است. این کالج دارای ۱۱۰۰۰ دانشجوی تمام‌وقت و ۳۰۰۰۰ دانشجوی پاره‌وقت است.

## تاریخچه
این کالج در سال ۱۹۶۷ با نام کالج هنرهای کاربردی و فناوری کانستوگا به منظور آموزش برنامه‌های مهارت گرا و فنی-حرفه‌ای و اعطای دیپلم و گواهینامه‌های مربوطه تأسیس شد. در سال ۲۰۰۲ این مؤسسه آموزش عالی به کالج کانستوگا تغییر نام پیدا کرد.

به مرور زمان برنامه‌های آموزشی تکمیلی مانند دوره ام‌بی‌ای با همکاری دانشگاه وینزور یا دوره کارشناسی پرستاری به خدمات این کالج اضافه شد.

## پردیس
پردیس دون، پردیس اصلی کالج کانستوگا است. این پردیس که دفاتر اداره مرکزی را در خود جای داده، در منتهی‌الیه جنوب کیچنر واقع شده و اکثر دوره‌های ارائه شده توسط کالج در این پردیس برگزار می‌شود. در پردیس‌های دیگر برخی از دوره‌های خاص و محدود برگزار می‌گردد.
- پردیس دون (اصلی)؛ شماره ۲۹۹ خیابان دون کیچنر

پردیس دون

- پردیس واترلو
- پردیس کمبریج
- پردیس گوئلف
- پردیس استراتفورد
- پردیس داون‌تاون کمبریج
- مرکز آموزش مهارت‌های اینگرسول